# Beachhandball bei den Mediterranean Beach Games
Beachhandball bei den Mediterranean Beach Games ist ein 2015 eingeführter Wettbewerb im Beachhandball. Er ist seit der ersten Durchführung der Mediterranean Beach Games Bestandteil dieses Multisport-Ereignisses.
Bei den ersten Mediterranean Beach Games traten acht der 24 teilnehmenden Nationen auch im Beachhandball an, zwei Jahre später zehn der 26 teilnehmenden Ländern. Alle Nationen, die bei einer der Austragungen eine Frauenmannschaft aufgeboten hatten, stellten auch immer eine Männermannschaft, während vor allem die nordafrikanischen Staaten oft nur mit einer Männermannschaft an den Start gingen. Insgesamt nahmen bislang 13 verschiedene Nationen an den Beachhandball-Wettbewerben teil, acht bei Männern und Frauen, fünf nur bei den Männern. Obwohl auch bedeutende Beachhandball-Nationen wie Italien, Griechenland, Kroatien, die Türkei, Spanien oder Portugal wenigstens bei einer Austragung antraten, waren bislang andere Länder wie die bedeutende Beachhandball-Nation Serbien oder Frankreich noch nicht vertreten.
Erfolgreich waren vor allem bei den Turnieren der Frauen zunächst vor allem die gastgebenden Länder. 2015 konnte Italien das Frauen-Turnier gewinnen, Griechenland 2019 beide Turniere. Bei den Männern konnte bislang einzig Kroatien zwei Medaillen erringen, einzig Griechenland, Kroatien und Zypern schaffte es zweimal das Halbfinale zu erreichen. Anders bei den Frauen, wo sich bei im Schnitt kleineren Starterfeldern fünf Mannschaften die bislang vergebenen neun Medaillen teilen, mit Tunesien sechs verschiedene Mannschaften die Halbfinals erreichten. Griechenland erreichte bei den Frauen bei allen drei Turnieren das Finale und gewann damit als einzige Mannschaft drei Medaillen. Am erfolgreichsten sind bislang europäische Mannschaften, aber auch Mannschaften aus Nordafrika konnten schon Medaillen, einschließlich eines Titels, gewinnen. Politisch zu Asien gehörende Länder waren im Beachhandball noch nicht am Start, aus geografischer Sicht sind aber die Türkei und Zypern für den Kontinent erfolgreich gewesen und konnten zusammen drei Medaillen erringen.
Die Medaillengewinner der Turniere finden sich hier.

## Frauen
| 2015 Details | Pescara, Italien      | Italien      | 2:0 | Griechenland | Türkei   | 2:0 | Tunesien |
| 2019 Details | Patras, Griechenland  | Griechenland | 2:0 | Portugal     | Italien  | 2:0 | Tunesien |
| 2023 Details | Iraklio, Griechenland | Spanien      | 2:0 | Griechenland | Portugal | 2:0 | Italien  |

### Platzierungen der weiblichen Nationalmannschaften
| Nation         | 2015 | 2019 | 2023 |
| -------------- | ---- | ---- | ---- |
| Algerien       | 06   | 0–   | 0–   |
| Griechenland   | 02   | 01   | 02   |
| Italien        | 01   | 03   | 04   |
| Kroatien       | 0–   | 0–   | 06   |
| Portugal       | 0–   | 02   | 03   |
| Slowenien      | 05   | 0–   | 0–   |
| Spanien        | 0–   | 0–   | 01   |
| Tunesien       | 04   | 04   | 07   |
| Türkei         | 03   | 0–   | 0–   |
| Zypern         | 0–   | 05   | 05   |
| Teilnehmerzahl | 6    | 5    | 7    |

| Legende | Legende | Legende | Legende                                             |
| ------- | ------- | ------- | --------------------------------------------------- |
| 1       | 2       | 3       | Podest-Platzierungen                                |
| 4       | 4       | 4       | Halbfinalist, wenn Halbfinals gespielt wurden       |
| T       | T       | T       | teilgenommen, aber keine Platzierungsspiele         |
| X       | X       | X       | Mannschaft zunächst gemeldet, aber nicht angetreten |

## Männer
| 2015 Details | Pescara, Italien      | Tunesien     | 2:1 | Zypern   | Türkei   | 2:1 | Griechenland |
| 2019 Details | Patras, Griechenland  | Griechenland | 2:0 | Portugal | Kroatien | 2:1 | Ägypten      |
| 2023 Details | Iraklio, Griechenland | Kroatien     | 2:0 | Italien  | Spanien  | 2:0 | Zypern       |

### Platzierungen der männlichen Nationalmannschaften
| Nation         | 2015 | 2019 | 2023 |
| -------------- | ---- | ---- | ---- |
| Ägypten        | 0–   | 04   | 0–   |
| Albanien       | 09   | 09   | 0–   |
| Algerien       | 07   | 0–   | 0–   |
| Griechenland   | 04   | 01   | 06   |
| Italien        | 05   | 05   | 02   |
| Kosovo         | 0–   | 0–   | 08   |
| Kroatien       | 0–   | 03   | 01   |
| Malta          | 06   | 10   | 0–   |
| Marokko        | 0–   | 06   | 07   |
| Portugal       | 0–   | 02   | 0–   |
| Slowenien      | 08   | 0–   | 0–   |
| Spanien        | 0–   | 0–   | 03   |
| Tunesien       | 01   | 07   | 05   |
| Türkei         | 03   | 0–   | 0–   |
| Zypern         | 02   | 08   | 04   |
| Teilnehmerzahl | 9    | 10   | 8    |

| Legende | Legende | Legende | Legende                                             |
| ------- | ------- | ------- | --------------------------------------------------- |
| 1       | 2       | 3       | Podest-Platzierungen                                |
| 4       | 4       | 4       | Halbfinalist                                        |
| T       | T       | T       | teilgenommen, aber keine Platzierungsspiele         |
| X       | X       | X       | Mannschaft zunächst gemeldet, aber nicht angetreten |

## Ranglisten
| 01 | Griechenland | 1 | 2 | – | 3 | 1 | – | – | 1 | 2 | 2 | – | 4 |
| 02 | Italien      | 1 | – | 1 | 2 | – | 1 | – | 1 | 1 | 1 | 1 | 3 |
| 03 | Kroatien     | – | – | – | – | 1 | – | 1 | 2 | 1 | – | 1 | 2 |
| 03 | Spanien      | 1 | – | – | 1 | – | – | 1 | 1 | 1 | – | 1 | 2 |
| 05 | Tunesien     | – | – | – | – | 1 | – | – | 1 | 1 | – | – | 1 |
| 06 | Portugal     | – | 1 | 1 | 2 | – | 1 | – | 1 | – | 2 | 1 | 3 |
| 07 | Zypern       | – | – | – | – | – | 1 | – | 1 | – | 1 | – | 1 |
| 08 | Türkei       | – | – | 1 | 1 | – | – | 1 | 1 | – | – | 2 | 2 |